# The Day the Earth Blew Up: A Looney Tunes Movie
『The Day the Earth Blew Up: A Looney Tunes Movie』（ザ・デイ・ジ・アース・ブリュー・アップ：ア・ルーニー・テューンズ・ムービー）は、2024年のアメリカ合衆国のアニメーション・サイエンス・フィクション・コメディ映画。ワーナー・ブラザース・アニメーションが制作、監督はピーター・ボロウィガルド。

## 登場キャラクター
※括弧内は日本語吹替。
ダフィー・ダック
声 - エリック・バウザ（TBA）
ポーキー・ピッグ
声 - エリック・バウザ（TBA）
ペチュニア・ピッグ
声 - キャンディ・ミロ（TBA）
老婦人
声 - キャンディ・ミロ（TBA）
侵略者
声 - ピーター・マクニコル（TBA）
農夫・ジム
声 - フレッド・タタショア（TBA）
科学者
声 - フレッド・タタショア（TBA）
グレヒト夫人
声 - ラレイン・ニューマン（TBA）
市長
声 - ウェイン・ナイト（TBA）
ウェイトレス・モード
声 - ルース・クランプエット（TBA）
フロア・マネージャー
声 - アンドリュー・キシノ（TBA）
宇宙船のコンピューター
声 - キンバリー・ブルックス（TBA）
コーヒーショップの客
声 - キンバリー・ブルックス（TBA）
チューイー
声 - キース・ファーガソン（TBA）
ニュース・キャスター
声 - カルロス・アラズラキ（TBA）
ゲイリー
声 - カルロス・アラズラキ（TBA）
タウン・キッド
声 - レイチェル・ブテラ（TBA）
屋根葺きのジョー
声 - ピーター・ボロウィガルド（TBA）
いじめっ子
声 - ピーター・ボロウィガルド（TBA）
劇場の観客のガイ
声 - ニック・シモータス（TBA）
風味科学者
声 - ニック・シモータス（TBA）